# واين غوردون
واين غوردون (30 مارس 1963 - ) هو ملاكم كندي، صنّف ضمن فئة وزن الويلتر. شارك في الألعاب الأولمبية الصيفية 1984.

## وصلات خارجية
- اين غوردون على موقع أوليمبيديا (الإنجليزية)
- اين غوردون على موقع اللجنة الأولمبية الكندية (الإنجليزية)